# Baima, Chongqing
Baima (kinesiska: 白马) är en köping i sydvästra Kina. Den ligger i stadsdistriktet Wulong i storstadsområdet Chongqing, omkring 95 kilometer öster om det centrala stadsdistriktet Yuzhong. Antalet invånare är 25 629. Befolkningen består av 12 513 kvinnor och 13 116 män. Barn under 15 år utgör 18,0 %, vuxna 15-64 år 68 %, och äldre över 65 år 13,0 %.